# Жиссе-ле-Вьей
Жиссе́-ле-Вьей (фр. Gissey-le-Vieil) — коммуна во Франции, находится в регионе Бургундия. Департамент коммуны — Кот-д’Ор. Входит в состав кантона Витто. Округ коммуны — Монбар.
Код INSEE коммуны — 21298.

## Население
Население коммуны на 2010 год составляло 105 человек.
| 1962 | 1968 | 1975 | 1982 | 1990 | 1999 | 2010 |
| ---- | ---- | ---- | ---- | ---- | ---- | ---- |
| 121  | 128  | 101  | 72   | 74   | 105  | 105  |

## Экономика
В 2010 году среди 70 человек трудоспособного возраста (15—64 лет) 57 были экономически активными, 13 — неактивными (показатель активности — 81,4 %, в 1999 году было 66,7 %). Из 57 активных жителей работали 50 человек (24 мужчины и 26 женщин), безработных было 7 (4 мужчины и 3 женщины). Среди 13 неактивных 4 человека были учениками или студентами, 6 — пенсионерами, 3 были неактивными по другим причинам.